# Рустамов, Турсунали Хаитмахаматович
Турсунали Хаитмахаматович Рустамов (кирг. Турсунали Рустамов; 31 января 1990) — киргизский футболист, полузащитник клуба «Дордой» и сборной Кыргызстана.

## Клубная карьера
Родился 31 января 1990 года в Пролетарском районе Ленинабадской области Таджикской ССР. Вместе с родителями перебрался в киргизский город Кара-Балта. Турсунали Рустамов воспитанник таджикского футбола, школы Дж. Расуловского района, тренер — Достон Мамиров. В Кыргызстан его пригласил тренер Александр Сергеевич Резин. Сначала выступал за команду первой лиги «Кара-Балта». После того, как отыграл год, попал в орбиту внимания ряда команд высшей лиги.
В 2009 году подписал контракт со столичной командой «Шер-Ак-Дан» и отыграл за него два сезона. Впоследствии играл за другие столичные команды «Алга» и «Дордой». 2014 году один сезон играл за таджикский клуб «Худжанд» и вернулся в «Алгу».
В 2016 году Рустамов подписал контракт с двукратным чемпионом Кыргызстана клубом «Алай»

## Карьера в сборной
После переезда в Кыргызстан поступило предложение от тренерского штаба юношеской сборной Кыргызстана. Рустамов долгое время ожидал приглашения от сборной Таджикистана, но оно так и не поступило.
В составе олимпийской сборной Кыргызстана участвовал в Азиатских играх 2010 года, сыграл 2 матча. Играл за молодёжную сборную Кыргызстана на Кубке Содружества 2012 года, с 5 мячами стал лучшим бомбардиром своей сборной и занял третье место среди бомбардиров всего турнира.
Игрок сборной Кыргызстана. Дебютировал в матче против Казахстана 1 июня 2012 года. 6 сентября 2013 года забил свой первый гол в товарищеском матче против сборной Беларуси (1:3).
Участник Кубка Азии 2019 года. Сыграл 3 матча, во всех из которых выходил на замену во втором тайме, и отличился голом в матче 1/8 финала против сборной ОАЭ (2:3).